# ASSEFA Italia
L'ASSEFA Italia O.N.G. è una associazione di volontariato fondata nel 1969 e riconosciuta dal 2002 come O.N.G. dal Ministero degli Esteri italiano.

## Il nome
ASSEFA è l'acronimo di Association For Sarva Seva Farms (in italiano Associazione per le fattorie al servizio di tutti). Si ispira alla visione gandhiana della nonviolenza e opera nel campo del sostegno all'autosufficienza economica a livello di piccole comunità rurali in collaborazione con ASSEFA India, una O.N.G. indiana.

## La storia
Nell'ambito più generale del movimento Sarvodaya (benessere di tutti) all'inizio degli anni cinquanta del Novecento nacque in India il Bhoodan, letteralmente il dono della terra.
Esso fu fondato da Vinoba Bhave, uno dei discepoli prediletti di Gandhi: l'idea base era quella di convincere i latifondisti locali a donare parte delle loro terre ai contadini più poveri in modo da alleviarne il gravissimo stato di indigenza. Vinoba percorse a piedi l'India per 14 anni raccogliendo 4.193.579 acri di terreno (circa 1.700.000 ettari). I terreni donati erano però in buona parte aridi e abbandonati da anni ed i potenziali beneficiari non disponevano dei mezzi tecnici ed economici necessari per metterli a coltura.
Nel 1969 un professore di Sanremo, Giovanni Ermiglia, nel corso di un suo viaggio nel Tamil Nadu contattò alcuni operatori del Bhoodan ed ebbe l'idea di raccogliere in Italia i fondi necessari perché alcune famiglie di contadini potessero avviare la coltivazione di questi terreni rendendosi così economicamente indipendenti.
L'iniziativa ebbe un buon successo e fu costituita l'associazione ASSEFA a supporto delle Sarva Seva Farms (letteralmente Fattorie al Servizio di Tutti), le realtà rurali che in India davano attuazione concreta al movimento del Bhoodan. Nei suoi primi anni di attività l'associazione collaborò attivamente con il Movimento sviluppo e pace e con il Sermig, due importanti realtà del volontariato torinese guidate, rispettivamente, da Giorgio Ceragioli e da Ernesto Olivero.
Nel 1978 fu fondata l'ASSEFA India, in Tamil Nadu, come controparte indiana dell'omologa associazione italiana.
La strategia di azione passò da un intervento mirato alle singole famiglie di agricoltori alla partecipazione di interi villaggi e dei loro tradizionali organismi di autogoverno, i Gram Sabha. Queste assemblee vennero coinvolte anche nell'autogestione economica dei progetti e nella creazione di Gram Kosh, una sorta di banche di villaggio che gestiscono fondi locali per sostenere le attività produttive e fare fronte ad eventuali emergenze.
Il campo d'azione, inizialmente limitato alla stato del Tamil Nadu nel sud dell'India, si ampliò sia geograficamente che come tipologia di interventi; questa da un semplice supporto alle attività agricole passò a coinvolgere campi come quelli di educazione, microcredito e del miglioramento della condizione femminile. Nel 2015 i servizi forniti da ASSEFA in India coinvolgevano circa un milione di famiglie rurali e 10.000 villaggi.
Nel 1998 ASSEFA Italia si è costituita in ONLUS e a partire dal 2002 è stata riconosciuta come ONG dal Ministero degli Esteri italiano.
Sul territorio italiano l'associazione si è poi radicata con gruppi locali autonomi costituiti in diverse città e coordinati dall'associazione nazionale che ha sede a Sanremo (IM).
Negli ultimi anni ai progetti di sviluppo si sono affiancate le c.d. adozioni a distanza (più propriamente sostegno a distanza), alle quali l'associazione destina circa 2/3 dei fondi raccolti.

## Campi di intervento
- Progetti per l'auto-sviluppo: si tratta di azioni per lo sviluppo integrato delle comunità rurali; oltre agli aspetti economici viene anche toccata la dimensione sociale, educativa e spirituale della vita dei villaggi. Con il coinvolgimento delle assemblee elettive locali vengono realizzate opere per la bonifica e la messa a coltura dei terreni, piccole attività imprenditoriali artigianali e commerciali, programmi di igiene e di medicina preventiva e progetti innovativi per le scuole.
- Programmi educativi: gli interventi, che si collocano nell'ambito Decennio internazionale di promozione di una cultura della nonviolenza e della pace a profitto dei bambini del mondo promosso dalle Nazioni Unite[12], hanno l'obiettivo di fornire ai bambini coinvolti gli strumenti per vivere con consapevolezza la propria realtà sociale ma anche di dare loro una visione globale del mondo.
- Miglioramento della condizione femminile: vengono incoraggiati progetti di autosviluppo femminile, nei quali in ogni villaggio piccoli gruppi di donne si incontrano per discutere sui problemi comuni e mettere da parte risparmi per far fronte ai momenti di difficoltà. Questi gruppi possono ottenere piccoli prestiti dall'ASSEFA e accedere al microcredito.
- Sostegno a distanza: è un campo relativamente nuovo dell'attività dell'ASSEFA e coinvolge annualmente più di 4.000 bambini indiani. In parallelo al sostegno economico a distanza vengono anche favoriti i contatti via web tra giovani europei e indiani.[13]

## Gruppi locali
ASSEFA Italia coordina la collaborazione con ASSEFA India di vari gruppi locali giuridicamente indipendenti tra loro e dotati ognuno di un proprio statuto.
Questi gruppi sono presenti nelle città di Alessandria, Catania, Genova, Milano, Reggio Calabria, Roma, Sanremo (IM), Torino e Verona.